# Плаја
Плаја (грч. Πλάγια) је насељено место у општини Пеонија у периферији Средишња Македонија, Грчка. Према попису из 2021. године било је 179 становника.
Према бугарском географу и историчару, Василу Канчову, у Плаји је 1900. године живело 2.000 Турака. Године 1924. турско становништво је принудно исељено у Турску а на њихово место је насељено 15 грчких избегличких породица из Турске. На попису из 1928. године Плаја је имала 684 становника. Село се раније звало Карасинан.